# 鯵坂長實
鰺坂長實（生沒年不詳）日本戰國時代及安土桃山時代的武將。通稱清介。受領名為備中守。越後戰國大名長尾氏（上杉氏）的家臣。歷任奉行職務，並在越中國、能登國侵攻時非常活躍。

## 略歷
與河田長親、吉江資堅同樣出身於近江，仕於上杉謙信。元龜3年（1572年）擔任越中國新川郡新庄城主，在與一向一揆作戰的謙信越中平定戰時，履立軍功。天正5年（1577年）9月，謙信再度攻陷能登畠山氏的居城-七尾城後（第2次七尾城之戰），長實受任命為七尾城守將。
天正7年（1579年）9月，織田信長連結遊佐續光、溫井景隆侵攻七尾城後，將長實放逐，此後消息不明。一說為返回近江國。